# 미나미테시카가역
미나미테시카가역(일본어: 南弟子屈駅)은 일본 홋카이도 가와카미 군 데시카가정에 위치한 홋카이도 여객철도 센모 본선의 철도역이다. 역 번호는 B63이며, 단선 승강장 1면 1선의 구조를 갖춘 지상역이다.

## 역 주변
- 국도 제391호선

## 역사
- 1929년 8월 15일 : 일본국유철도의 역으로서 개업. 일반역.
- 1960년 10월 25일 : 화물 취급 폐지.
- 1968년 4월 1일 : 업무 위탁화.
- 1984년
  - 2월 1일 : 소화물 취급 폐지.
  - 3월 1일 : 역무원 배치 종료, 위탁화.
- 1987년 4월 1일 : 일본국유철도 분할 민영화에 의해, 홋카이도 여객철도가 승계.
- 1992년 4월 1일 : 간이 위탁 종료, 무인화.

## 인접 역
| 홋카이도 여객철도 센모 본선 | 홋카이도 여객철도 센모 본선 | 홋카이도 여객철도 센모 본선       |
| --------------------------- | --------------------------- | --------------------------------- |
| B 64 마슈 아바시리 방면     | ■ 센모 본선                 | 이소분나이 B 62 히가시쿠시로 방면 |